# Puchar Panamerykański w Chodzie Sportowym 2019
Puchar Panamerykański w Chodzie Sportowym 2019 – zawody lekkoatletyczne, które odbyły się 21 kwietnia w meksykańskim Lázaro Cárdenas. Impreza była kolejną w cyklu IAAF Race Walking Challenge w sezonie 2019. Rozegrano chód na 50 kilometrów mężczyzn i kobiet. W tym samym czasie i miejscu odbywał się chód na 20 kilometrów, również rozgrywany w ramach IAAF Race Walking Challenge.

## Rezultaty
| NR – rekord kraju \| WL – najlepszy tegoroczny wynik na listach światowych \| PB – rekord życiowy |

| Konkurencja:           | Złoto       | Wynik      | Srebro             | Wynik      | Brąz           | Wynik      |
| Chód na 50 km mężczyzn | Isaac Palma | 3:49:39 PB | Jorge Armando Ruiz | 3:56:07 SB | Horacio Nava   | 3:56:39 SB |
| Chód na 50 km kobiet   | Evelyn Inga | 4:22:57 PB | Johanna Ordóñez    | 4:24:49 SB | Magaly Bonilla | 4:33:52 SB |